# Падура Михайло Федорович
Паду́ра Миха́йло Фе́дорович (*19 жовтня 1936, с. Чернилява, нині Яворівського району Львівської області) – кандидат філологічних наук, громадський діяч. Завідувач кафедри української та іноземних мов Львівської національної академії ветеринарної медицини та біотехнологій імені С. З. Ґжицького, професор.

## Біографія
Народився у селянській родині Анни (з дому Говда) і Теодора (Федора). Був третьою дитиною серед п’яти хлопців, що виховувалися у батьків.
З 1943 по 1950 роки ходив до Чернилявської семирічної школи, а згодом навчався три роки у Яворівській середній школі №2 за часів директорства Усова й вчителя німецької мови Остапа Нестора. У школі виявляв особливий інтерес до мов та математики. Вищу освіту здобув у Львівському національному університеті імені Івана Франка, де від 1953 року студіював німецьку філологію на факультеті іноземних мов, який закінчив у 1958 році з відзнакою.
Після університету почалася педагогічна діяльність: сільська середня школа в селі Болотня на Перемишлянщині (1958-1961 рр.) і вищі навчальні заклади Львова.
У 1964-1967 рр., після трирічної праці викладачем німецької мови у Львівській політехніці, навчався в аспірантурі при кафедрі німецької філології Львівського університету імені Івана Франка, де під керівництвом українського вченого Б. Задорожного займався проблемами історичної фонології німецької мови, а згодом з 1967 по 1969 рр. працював викладачем цієї кафедри. Висунув й обґрунтував гіпотезу про зміщення фонологічної системи довгих і коротких голосних в історії німецької мови на 180°. У травні 1971 року захистив дисертацію «Еволюція квантитативних відносин в історії голосних німецької мови» на звання кандидата філологічних наук (Інститут літератури, мови й мистецтвознавства Академії наук України в Києві).
З жовтня 1969 р. працював на кафедрі іноземних мов (нині – кафедри української та іноземних мов) Львівської академії ветеринарної медицини: спочатку асистентом (1969-1974), згодом старшим викладачем (1974-1980) і доцентом (1980-2001), нарешті – професором (від 2001 року). З 1989 р. завідує кафедрою української та іноземних мов Львівської національної академії ветеринарної медицини та біотехнологій імені С. З. Ґжицького, професор.

## Громадське життя
У період нової доби національного відродження (1989-1991 рр.) активно включився в громадське життя: в 1989 році започаткував в академії щорічні передвеликодні виставки писанок, в 1990 – святкування Дня матері і нову українську посвяту в студенти. Від січня 1990 року – член осередку НРУ, учасник акції «Українська хвиля» і студентського голодування в жовтні 1990 року в Києві.
З його ініціативи порушувалися такі важливі справи в інституті, як повернення навчальному закладові колишньої назви – Львівська академія ветеринарної медицини імені відомого вченого Степана Ґжицького, написання історії академії, створення галереї портретів ректорів академії, запровадження Дня академії, а також спорудження на території академії пам’ятника ветеринарному лікареві, погруддя першому директорові Львівської ветеринарної школи професору Петрові Зайфману, відкриття на території академії пам’ятної таблиці професорові Вацлаву Морачевському, відкриття музею писанок в академії, закладення фруктового саду з нагоди 125-річчя від часу заснування у Львові ветеринарної школи (1881) та ін.
Володіє шістьма мовами – українською, німецькою, англійською, латинською, російською і польською. Цікавиться проблеми історичної фонології німецької мови, історією Львівської академії ветеринарної медицини та історією галицьких сіл, зокрема Чернилява та Кукезів.

## Наукова діяльність
Автор чотирьох навчальних посібників з німецької мови: «Книга для читання з ветеринарної медицини і зоотехнії» (Київ, 1983 р., 176 с.), «Граматика німецької наукової літератури» (2001 р., 110 с.), «Німецькомовні країни» (2006 р., 216 с.), «Німецька мова для заочного навчання» (2012 р., 420 с.); трьох посібників з англійської мови: «Самостійна робота з англійської мови» (2008 р., 308 с.), «Англійська мова для студентів ветеринарної медицини» (2015 р., 256 с.), «Англійська мова для технологічних факультетів» (2016 р,. 240 с.); посібника з латинської мови – „Lingua Latina veterinaria” (2014 р., 464 с.); співавтор двох підручників для студентів вищої школи: «Латинська мова для студентів ветеринарної медицини» (Львів, 2002, 2003, 2004, 2006) і «Англійська мова для студентів-юристів» (Львів, 2005 р.).
Опублікував майже 200 наукових, науково-популярних та публіцистичних статей, є також автором десятка статей, упорядником і редактором збірника наукових праць «І чужому научайтесь…» (Львів, 1966), книжок «Різдво в нашому домі» (Львів, 2003 і 2006) (автор 8 статей, склав авторський довідник й алфавітний покажчик осіб) і «У світі академії: 1996-2006» (Львів, 2006), підготував довідник «Хто є хто в академії» (1999). 
У 2000 р. вийшла праця «Львівська академія ветеринарної медицини» (автор чотирьох розділів (понад 500 сторінок) і науковий редактор). 
У 2013 р. з’явилась книга «Вчені університету» (автор 39 статей).
У 2013 р. видав колективну монографію під назвою „Пам’ятаємо тебе. Нарис одного життя”, присвячену українському досліднику історії античної ветеринарної медицини Білевичу Омеляну Андрійовичу. 
У 2015 р. вийшла книжка «Навколо імені Якима Яреми» (автор великого розділу). 
У 2016 р. підготував до друку дослідження „Листи до Ольги”, у якому вперше публікується збережена епістолярна спадщина між Іваном Франком і Ольгою Рошкевич, котра охоплює 38 листів Івана Франка до Ольги Рошкевич і 16 листів Ольги Рошкевич до Івана Франка. Листи мають примітки і пояснення слів.

## Творчість
Займається літературною і перекладацькою діяльністю. 
Опублікував книжку своїх творів під назвою «Серед людей» (2006) та «Легенди і не легенди» для школярів молодших класів. Автор 20 пісень (на власні слова та слова інших поетів).

## Праці

### Монографії
- Михайло Падура. Еволюція квантитативності в історії голосних німецької мови: Монографія. – Львів, 2010. – 260 с.
- Михайло Падура. Пам’таємо тебе * Meminimus tui: Монографія. – Львів, 2013. – 644 сторінки.

### Наукові публікації
- М.Ф. Падура. Фонема як функціональна і структурна одиниця // „Іноземна філологія”, вип. 11. – ЛДУ, 1967. – С. 57-61.

- М.Ф.Падура. Маркованість і немаркованість як критерій при визначенні зміщення фонологічної систем // „Іноземна філологія”, вип. 14. – ЛДУ, 1968. – С. 83-90.

- М.Ф.Падура. Про зв’язок границь складу з фонологічною суттю квантитативності в історії голосних німецької мови // „Іноземна філологія”, вип. 16. – ЛДУ, 1968. – С. 37-45.

- М.Ф.Падура. На грані між філологією та ветеринарною медициною // Науковий вісник, 2003. – Том 5 (№ 3). – Ч.4. – С. 260-265.
- М.Ф.Падура. Заснування цісарсько-королівської Ветеринарної школи у Львові // Науковий вісник, 2011. – Том 13 (№4). – Ч. 2. – С. 316-331.

- Padura Mykhailo F/ First Veterinary Chair in Eastern Europe // Збірник праць Міжнародної українсько-польської конференції „Історія розвитку ветеринарної науки і освіти у Львові (1784-1914). – Львів, 2012. – З. 9-17.

- M.Padura, I.Karbovnik. Lingua Latina veterinaria: підручник латинської мови. – Львів, 2013. – 484 с.

## Твори

### Видання
- Михайло Падура. Серед людей. Нариси, оповідання, переклади. – Львів, 2008. – 444 с.